# Лерцоліт

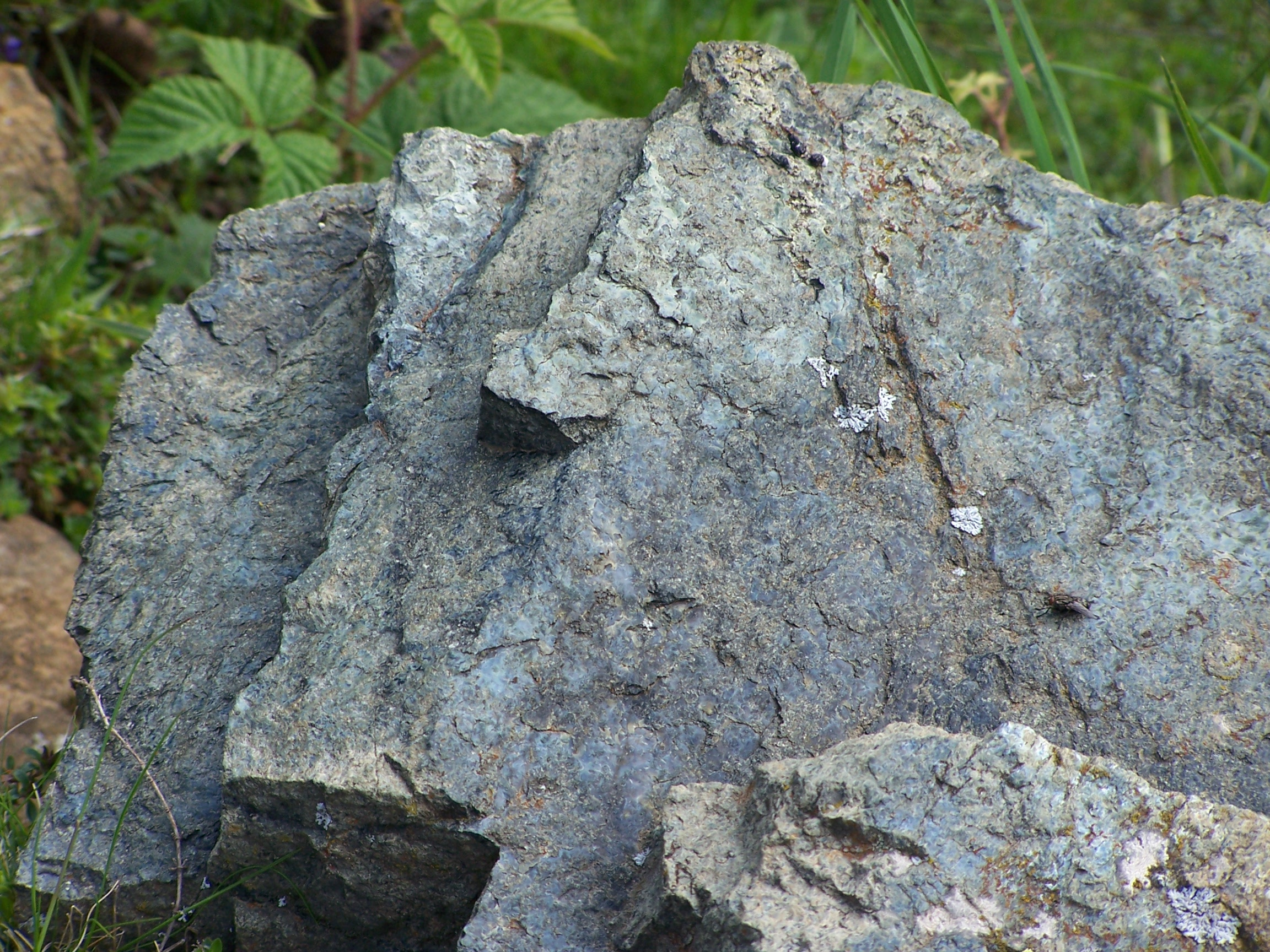
Лерцоліт. Франція.

Лерцоліт (рос. лерцолит, англ. lherzolite, нім. Lherzolith m) — крупнокристалічна глибинна магматична гірська порода сімейства перидотитів, складена олівіном (від 40 до 90 % маси породи) і ромбічними та моноклінними піроксенами (10-50 %), причому перший звичайно кількісно переважає. Олівін в Л. головним чином представлений високомагнезійним різновидом, ромбічний піроксен — енстатитом або бронзитом, моноклінний піроксен — діопсидом. Як породоутворювальний мінерал в Л. зустрічається ґранат піропового складу, часто хромистий, а також слюда флогопітового або магнезійно-біотитового складу, а також амфібол; провідний акцесорний мінерал — магнезійний хромшпінелід. За мінеральним складом розрізняють ґранатовий, ґранат-шпінелевий, плагіоклазовий, шпінелевий Л. Сер. хім. склад за Делі (% мас.): SiO2 — 43,95; ТіО2 — 0,10; Al2O3 — 4,32; Fe2O3 — 2,20; FeO — 6,34; MnO — 0,19; MgO — 36,81; CaO — 3,57; Na2О — 0,63; К2О — 0,21; Н2О — 1,08; Р2O5 — 0,10. Л. поширені в асоціації з ін. ультраосновними породами в складчастих областях; осн. компонент літосфери нижче за шар Мохоровичича.